# Charis Mavrias
Charalampos Mavrias, más conocido como Charis Mavrias, (Zante, Islas Jónicas, Grecia, 21 de febrero de 1994) es un futbolista de Grecia. Juega de defensa y su equipo es el Panetolikos.

## Clubes
| Club                         | País       | Año       |
| ---------------------------- | ---------- | --------- |
| Panathinaikos F. C.          | Grecia     | 2010-2013 |
| Sunderland A. F. C.          | Inglaterra | 2013-2016 |
| Panathinaikos F. C. (cedido) | Grecia     | 2015      |
| Fortuna Düsseldorf (cedido)  | Alemania   | 2016      |
| Karlsruher S. C.             | Alemania   | 2016-2017 |
| H. N. K. Rijeka              | Croacia    | 2017-2018 |
| Hibernian F. C.              | Escocia    | 2018      |
| A. C. Omonia Nicosia         | Chipre     | 2019-2021 |
| Apollon Limassol             | Chipre     | 2021-2023 |
| Panetolikos                  | Grecia     | 2023-     |

## Palmarés

### Títulos nacionales
| Título                     | Club                 | País   | Año  |
| -------------------------- | -------------------- | ------ | ---- |
| Primera División de Chipre | A. C. Omonia Nicosia | Chipre | 2021 |
| Primera División de Chipre | Apollon Limassol     | Chipre | 2022 |
| Supercopa de Chipre        | Apollon Limassol     | Chipre | 2022 |